# Europapokal der Landesmeister (Handball) der Frauen 1973/74
Am Europapokal der Landesmeister 1973/74 nahmen 20 Handball-Vereinsmannschaften aus 20 Ländern teil. Diese qualifizierten sich in der vorangegangenen Saison in ihren Heimatländern für den Europapokal. Bei der 13. Austragung des Wettbewerbs konnte der SC Leipzig aus der DDR seinen zweiten Titel nach 1966 gewinnen.

## 1. Runde
|                | Gesamt |                            | Hinspiel | Rückspiel |
| -------------- | ------ | -------------------------- | -------- | --------- |
| Borlänge HK    | (1)    | Medina Guipúzcoa           |          |           |
| Hapoel Rehovot | 09:20  | Union Admira Landhaus Wien | 04:14    | 5:6       |

## Achtelfinale
|                      | Gesamt |                              | Hinspiel | Rückspiel |
| -------------------- | ------ | ---------------------------- | -------- | --------- |
| SC Leipzig           | 25:15  | IEFS Bukarest                | 15:60    | 10:90     |
| IL Vestar Oslo       | 30:20  | Borlänge HK                  | 17:11    | 13:90     |
| TuS Eintracht Minden | 20:17  | Frederiksberg IF Kopenhagen  | 9:4      | 11:13     |
| Mora Swift Roermond  | 17:19  | ZSKA Sofia                   | 10:60    | 07:13     |
| Ruch Chorzów         | 32:35  | RK Radnički Belgrad          | 18:17    | 14:18     |
| Vasas Budapest       | 54:16  | ASUL Vaulx-en-Velin          | 34:90    | 20:70     |
| TJ Odeva Hlogovec    | 33:24  | Union Admira Landhaus Wien   | 22:11    | 11:13     |
| Spartak Kiew         | 42:13  | LC Brühl Handball St. Gallen | 19:60    | 23:70     |

## Viertelfinale
|                     | Gesamt |                      | Hinspiel | Rückspiel |
| ------------------- | ------ | -------------------- | -------- | --------- |
| SC Leipzig          | 29:18  | IL Vestar Oslo       | 18:70    | 11:11     |
| ZSKA Sofia          | 22:23  | TuS Eintracht Minden | 13:70    | 09:16     |
| RK Radnički Belgrad | 24:23  | Vasas Budapest       | 12:80    | 12:15     |
| TJ Odeva Hlogovec   | 30:46  | Spartak Kiew         | 15:21    | 15:25     |

## Halbfinale
|                      | Gesamt |                     | Hinspiel | Rückspiel |
| -------------------- | ------ | ------------------- | -------- | --------- |
| TuS Eintracht Minden | 16:31  | SC Leipzig          | 8:9      | 08:22     |
| Spartak Kiew         | 28:20  | RK Radnički Belgrad | 14:80    | 14:12     |

## Finale
Das Finale fand am 6. April 1974 in Opole statt.
|            | Ergebnis |              |
| ---------- | -------- | ------------ |
| SC Leipzig | 12:10    | Spartak Kiew |